# The Ultimate Sin
The Ultimate Sin è il quarto album in studio di Ozzy Osbourne, pubblicato il 18 febbraio 1986.
Ha venduto oltre 3 000 000 di copie in tutto il mondo.

## Descrizione
Alla metà degli anni ottanta l'hair metal cominciò a riscuotere grandi successi di vendita, superiori agli altri sottogeneri heavy metal. Ciò influenzò molto la musica di Ozzy nel nuovo album. La formazione presenta inoltre nuovi arrivi: il batterista Randy Castillo (ex collaboratore di Lita Ford), il bassista Phil Soussan e il tastierista Mike Moran. L'hair metal di Mötley Crüe e Ratt (in questi ultimi suonò il chitarrista di Ozzy, Jake E. Lee) portò cambiamenti nel sound del gruppo e anche il "look" dei componenti (osservabile nel booklet del disco), che riecheggiano lo stile del genere. The Ultimate Sin sollevò tuttavia varie critiche dai fan storici di Osbourne, proprio a causa di questa svolta, e della scelta del chitarrista Lee, a causa del suo marcato stile glam che influì molto sulla composizione dell'album. Ciononostante, le vendite ricompensarono il lavoro del gruppo, tanto da essere certificato doppio dischi di platino negli Stati Uniti, anche grazie al successo oltremare del singolo Shot in the Dark.

## Controversie
Anch'esso (come Blizzard of Ozz e Diary of a Madman) fu oggetto di vari screzi per mancati diritti d'autore. Il bassista Bob Daisley, dopo varie battaglie legali contro Ozzy e la moglie Sharon, venne riconosciuto come musicista e coautore in tutti i brani (originariamente accreditati a Phil Soussan, tra l'altro coautore di Shot in the Dark, assieme a Osbourne).

## Tracce
Testi e musiche di Ozzy Osbourne, Jake E.Lee e Bob Daisley, eccetto dove indicato.
1. The Ultimate Sin – 3:43
2. Secret Loser – 4:08
3. Never Know Why – 4:26
4. Thank God for the Bomb – 3:52
5. Never – 4:18
6. Lightning Strikes – 5:13
7. Killer of Giants – 5:41
8. Fool Like You – 5:19
9. Shot in the Dark – 4:16 (Ozzy Osbourne,Phil Soussan)

## Formazione
- Ozzy Osbourne - voce
- Jake E. Lee - chitarra
- Bob Daisley - basso
- Randy Castillo - batteria
- Mike Moran - tastiere

## Classifiche
| Classifica (1986) | Posizione massima |
| ----------------- | ----------------- |
| Australia         | 36                |
| Canada            | 19                |
| Finlandia         | 3                 |
| Germania          | 31                |
| Norvegia          | 6                 |
| Nuova Zelanda     | 21                |
| Paesi Bassi       | 38                |
| Regno Unito       | 8                 |
| Stati Uniti       | 6                 |
| Svezia            | 4                 |